# Konavosko Polje

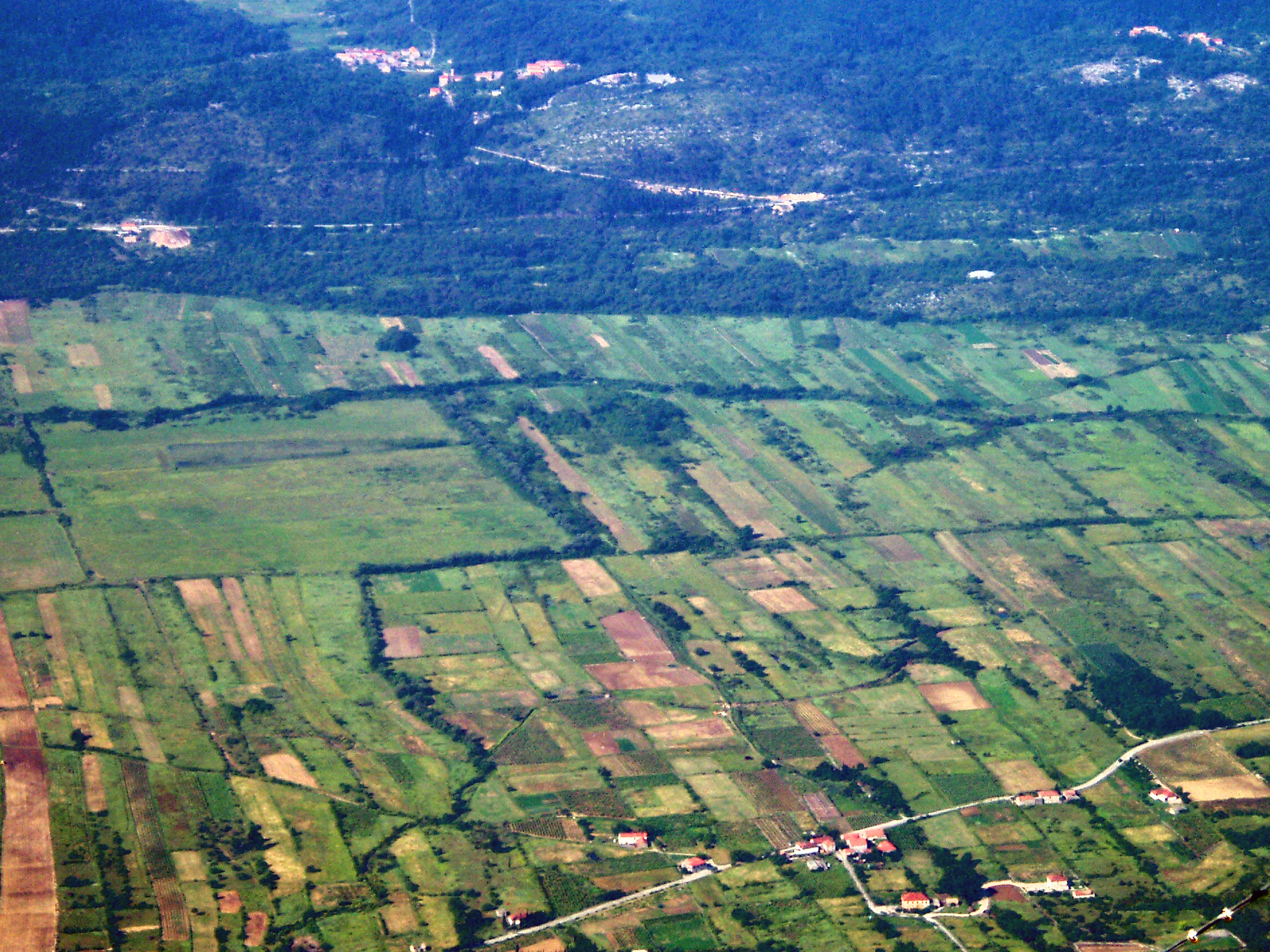
Pohled z vrchu Sv. Ilija.

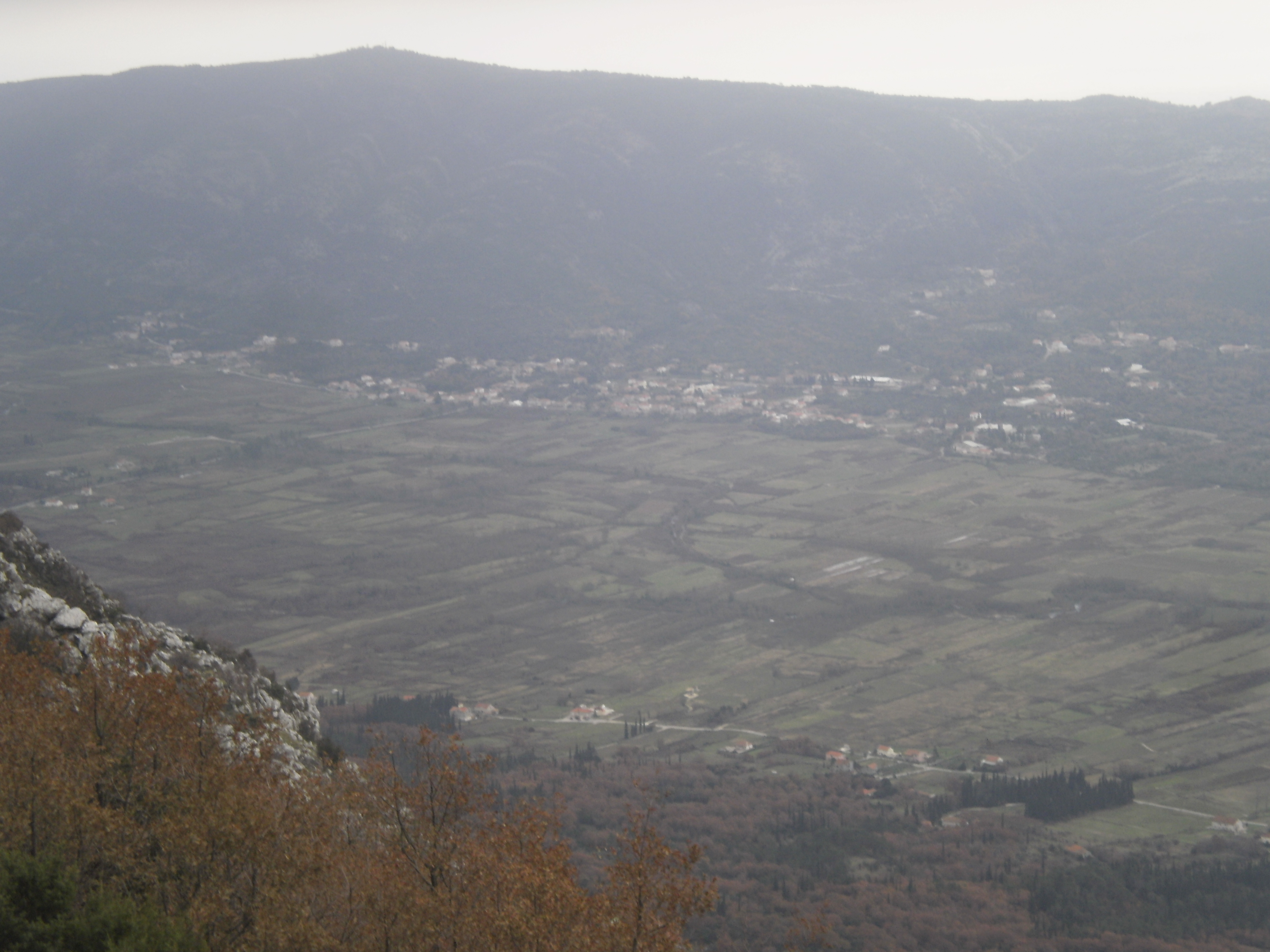
Pohled na polje v zimě.

Konavosko Polje (česky doslova Konaveljské pole) je krasové polje v jižní Dalmácii, na samém jižním cípu Chorvatska. Dalo název regionu a općině Konavle. Má rozlohu 2300 ha. 
Okolo pole se nacházejí ze severovýchodní a jihozápadní strany různé obce, z nichž největší je Gruda. Jižně od polje je také vedena Jadranská magistrála. 

## Přírodní poměry
Polje se táhne od města Cavtat až k vesnici Karasovići ve směru severozápad-jihovýchod. Dlouhé je cca 16 km, široké až 2,1 km a rozkládá se v nadmořské výšce cca 50 m. Jeho osu tvoří řeka Kopačica. Konavosko Polje představuje jednu z mála oblastí regionu, která je využitelná pro intenzivní zemědělství; okolní krajinu tvoří především nehostinné kamenné hory. Severní mez Konavelského polje tvoří horský hřeben Sniježnica Konavoska, který se se svým nejvyšším vrcholem, Ilijin vrh, tyčí do výšky až 1200 m. Z jižní strany poté Polje vymezují Konavelské stěny, skalní útesy padající přímo do Jaderského moře. Ty přecházejí přímo do horského hřebenu Donja Banda.

## Historie
Jedna z mála rovinatých a úrodných oblastí v regionu byla využívána již od pradávna. V dobách existence Dubrovnické republiky patřila k hlavním obilnicím státu. 
Moderní zemědělství bylo možné rozvinout v této oblasti teprve až poté, co se podařilo efektivně polje odvodnit. Přestože se zde nachází několik potoků a řek (kromě zmíněné Kopačice zde tečou i dvě menší, Ljuta a Konavočica), nacházely se zde tradičně močály. Ty byly vysušeny poté, co byl v roce 1958 dokončen tunel, který odvádí vodu skrz těžce průchodný skalnatý terén kopců Donje Bande do Jaderského moře. Tunel byl zmodernizován v letech 1973–1977, neboť na přelomu 60. a 70. let byl zanesen a částečně poničen. Následně byla uskutečněna regulace řek, které polem protékají. Díky tomu se snížila doba trvání povodní a průměrná výška hladiny při povodních klesla o čtyři metry. Povodně však zcela nevymizely a i nadále mají vliv na nejníže položených 700 ha Konavelského polje. 